# (675) Ludmilla
Pour les articles homonymes, voir Ludmilla.
(675) Ludmilla est un astéroïde de la ceinture principale découvert le 30 août 1908 par l'astronome américain Joel Metcalf.
Sa désignation provisoire était 1908 DU.